# Dom Pod Przepiórczym Koszem w Legnicy
Dom Pod Przepiórczym Koszem – jedna z renesansowych kamienic Śląska, stoi przy Małym Rynku 38 w Legnicy.

## Historia
Kamienica powstała na początku XVI w., w drugiej połowie XVI w. została przebudowana, zyskała wówczas dekorację sgraffitową ze scenami figuralnymi (najprawdopodobniej dekoracja ta pochodzi z około 1565 r.). Nazwa kamienicy wzięła się od charakterystycznego cylindrycznego wykusza narożnego. Dekoracja sgraffitowa kamienicy została odkryta w 1909 r. W 1993 r. podczas prac renowacyjnych całej pierzei Rynku podjęto się także renowacji kamienicy. Obecnie w Domu Pod Przepiórczym Koszem znajduje się galeria srebra.

## Opis
Ściana frontowa Domu Pod Przepiórczym Koszem jest gładka, tynkowana na biało, drugą węższą elewację pokryto w całości monochromatyczną dekoracją sgraffitową.
Cała ściana została podzielona na pięć poziomych pasów, w których znajdują się przedstawienia figuralne. Zastosowano iluzjonistyczne podziały imitujące pilastry, kolumny oraz arkady. Sąsiadują tu ze sobą sceny przedstawiające boginię Cererę i motywy zaczerpnięte z bajek Ezopa oraz przedstawienia zwane światem na opak, w których zające polują na myśliwych. Poniżej umieszczono scenę batalistyczno-historyczną, ukazującą oblężenie miasta.
Budynek zwieńczony jest dwuspadowym, stromym dachem. W dolnej kondygnacji wykusza okna zwieńczono łukiem, pozostałe okna są prostokątne, przy czym niektóre z nich znajdują się w renesansowych kamiennych obramieniach.